# Необходимая оборона в России
Необходимая оборона (согласно законодательству России) — не являющееся преступлением причинение вреда посягающему лицу в состоянии необходимой обороны, то есть при защите личности и прав обороняющегося или других лиц, охраняемых законом интересов общества или государства от общественно опасного посягательства. Вред, причинённый при необходимой обороне, не подлежит возмещению и в гражданско-правовом порядке (ч. 2. ст. 1066 ГК РФ).
Условия правомерности и пределы необходимой обороны регламентированы Постановлением Пленума Верховного Суда РФ от 27 сентября 2012 года № 19 «О применении судами законодательства о необходимой обороне и причинении вреда при задержании лица, совершившего преступление».

## Посягательство, от которого возможна оборона
Оборона возможна только от противоправных действий, совершаемых другим человеком. Действия, направленные на защиту от опасности, создаваемой животными или силами природы, рассматриваются как крайняя необходимость, а не как необходимая оборона. Посягательство может быть направлено как против самого обороняющегося лица, так и против третьих лиц, интересов государства и общества, которые охраняются уголовным законом. Посягательство должно содержать в себе объективные признаки преступления, оборона от других правонарушений невозможна.
Если посягательство осуществляется группой лиц, то вред может быть причинён любому члену группы вне зависимости от того, насколько активным было его поведение.
Невозможна необходимая оборона от правомерных действий, к числу которых относятся причинение вреда в ситуациях, когда исключается преступность деяния: при необходимой обороне, задержании лица, совершившего преступление, крайней необходимости.
Оборона от общественно опасного посягательства возможна независимо от того, может ли нести уголовную ответственность лицо, его совершающее. Таким образом, возможна оборона от действий малолетних и невменяемых лиц. В научных исследованиях указывается, что в случаях обороны от действий таких лиц следует стремиться к уменьшению причиняемого им вреда, однако УК РФ такого требования не содержит.
Посягательство должно быть действительным, то есть оно должно быть объективно общественно опасным. Если обороняющееся лицо ошибочно считает посягательство общественно опасным, хотя оно таковым не является, имеет место мнимая оборона.
Посягательство должно быть наличным, то есть к моменту начала обороны оно должно начаться, но ещё не закончиться. Начало посягательства связывается не только с моментом фактического начала осуществления причиняющих вред действий, но и с наличием реальной угрозы совершения таких действий, когда посягающее лицо готово перейти к совершению соответствующего деяния. Состояние необходимой обороны наступает не только в том случае, когда оборона осуществляется непосредственно в процессе посягательства, но и тогда, когда начало реального осуществления нападения настолько очевидно и неминуемо, что непринятие предупредительных мер ставит в явную, непосредственную и неотвратимую опасность лицо, вынужденное к принятию этих мер.
Состояние необходимой обороны может быть вызвано и общественно опасным посягательством, носящим длящийся или продолжаемый характер (например, незаконное лишение свободы, захват заложников, истязание и т. п.). Право на необходимую оборону в этих случаях сохраняется до момента окончания такого посягательства.
Невозможна оборона против приготовительных действий, так как непосредственная угроза причинения вреда в таком случае отсутствует. В этой ситуации для защиты от посягательства необходимо обращение в правоохранительные органы.
В случае совершения предусмотренных Особенной частью Уголовного кодекса Российской Федерации деяний, в которых юридические и фактические моменты окончания посягательства не совпадают, право на необходимую оборону сохраняется до момента фактического окончания посягательства. Посягательство оканчивается, когда совершающее его лицо достигло своей цели (причинение вреда) или добровольно прекратило осуществление действий, направленных на её осуществление, либо если посягательство было пресечено или предотвращено.
Состояние необходимой обороны может иметь место в том числе в случаях, когда:
- защита последовала непосредственно за актом хотя и оконченного посягательства, но исходя из обстоятельств для оборонявшегося лица не был ясен момент его окончания и лицо ошибочно полагало, что посягательство продолжается;
- общественно опасное посягательство не прекращалось, а с очевидностью для оборонявшегося лица лишь приостанавливалось посягавшим лицом с целью создания наиболее благоприятной обстановки для продолжения посягательства или по иным причинам.

Переход оружия или других предметов, использованных в качестве оружия при посягательстве, от посягавшего лица к оборонявшемуся лицу сам по себе не может свидетельствовать об окончании посягательства, если с учётом интенсивности нападения, числа посягавших лиц, их возраста, пола, физического развития и других обстоятельств сохранялась реальная угроза продолжения такого посягательства.
В таких случаях в зависимости от конкретных обстоятельств дела причинение вреда посягавшему лицу может оцениваться по правилам статьи 38 УК РФ либо оборонявшееся лицо подлежит ответственности на общих основаниях. В целях правильной юридической оценки таких действий суды с учётом всех обстоятельств дела должны выяснять, не совершены ли они оборонявшимся лицом в состоянии внезапно возникшего сильного душевного волнения (аффекта), вызванного общественно опасным посягательством.
Уголовный закон не ограничивает круг посягательств, от которых возможна оборона, хотя в теории уголовного права ставится под сомнение возможность причинения вреда при посягательстве на многие объекты (например, честь и достоинство личности). Указывается, что не может быть признано соответствующим характеру и опасности такого посягательства применение любого насилия для его пресечения. Однако в принципе такая оборона не исключается, в том числе судебной практикой.
В теории уголовного права имеются различные мнения по поводу допустимости обороны от общественно опасных действий должностных лиц, в том числе представителей правоохранительных органов: например, существуют мнения, что допускается оборона только от посягательств на личность потерпевшего, оборона только от действий, которые очевидно являются преступными, от незаконных действий, совершаемых с нарушением предусмотренной законом формы и т. д. Однако УК РФ не содержит ограничений, касающихся такого рода обороны; можно считать, что оборона возможна от любых неправомерных действий должностных лиц, которые причиняют вред охраняемым уголовным законом интересам. Правомерные действия должностных лиц, находящихся при исполнении своих служебных обязанностей, даже если они сопряжены с причинением вреда или угрозой его причинения, состояние необходимой обороны не образуют.
Также споры вызывает вопрос о возможности обороны от вреда, причиняемого бездействием лица. Примером такой ситуации может быть, например, применение физической силы к военнослужащему, который получил приказ в установленной форме, но уклоняется от его исполнения, в результате чего может быть причинён вред интересам воинской службы. Некоторые юристы указывают, что такие действия граничат с самоуправством и превышением должностных полномочий и не могут быть признаны правомерными.
В Постановлении Пленума Верховного Суда РФ от 27.09.2012 № 19 была признана возможной необходимая оборона от деяний, совершаемых в форме бездействия, а также от неосторожных действий, если с учётом их содержания они могут быть предотвращены или пресечены путём причинения посягающему вреда.

## Оборонительные механизмы и приспособления
Существует ряд механизмов и приспособлений, связанных с причинением вреда лицу, посягнущему на имущество при личном отсутствии обороняющегося лица. Например: самострелы, капканы, волчьи ямы, битое стекло на каменном заборе, набитые гвозди на заборе колючая проволока и т.д. Применение их регулируется принципами необходимой обороны с учетом соразмерности между защищенным благом и ущербом лицу, на него посягнувшему. Несоразмерным является использование, например, мин-ловушек, оставление яда в продуктах питания для предотвращения кражи из жилого помещения и т. д. Подобные действия не признаются совершёнными в состоянии необходимой обороны, лицо, установившее подобные приспособления, несёт полную ответственность за причинённый ущерб.
Для предотвращения посягательства могут использоваться не запрещённые законом автоматические срабатывающие и автономные специальные приспособления, действующие в отсутствие лица, интересам которого причиняется ущерб. Если при использовании таких приспособлений причиненный посягавшему лицу вред явно не соответствовал характеру и опасности посягательства, содеянное следует оценивать как превышение пределов необходимой обороны. При срабатывании (приведении в действие) таких средств или приспособлений в условиях отсутствия общественно опасного посягательства содеянное подлежит квалификации на общих основаниях.
При необходимой обороне личности или личной обороне собственности может использоваться оружие самообороны. 

## Субъект обороны
Обороняться имеет право любой человек независимо от его профессиональной или иной специальной подготовки и служебного положения, а также независимо от возможности избежать общественно опасного посягательства или обратиться за помощью к другим лицам или органам власти.
По общему правилу, на лицо не возлагается обязанности обороняться от посягательства, активное противодействие общественно опасным деяниям является правом, а не обязанностью гражданина, так как любая оборона связана с риском для обороняющегося; однако в большинстве случаев можно говорить о наличии моральной обязанности прибегнуть к обороне.
Некоторые лица не только вправе, но и обязаны своими активными действиями препятствовать развитию общественно опасных посягательств. Это работники полиции, служб охраны, военнослужащие (при посягательствах на установленный порядок несения военной службы и воинскую дисциплину). В случае, если эта обязанность не будет выполнена, данные лица могут понести за это ответственность, которая может носить дисциплинарный, административно-правовой или уголовно-правовой характер.
При осуществлении обороны эти лица должны руководствоваться, помимо Уголовного кодекса, соответствующими дисциплинарными уставами, регламентирующими правила применения оружия, иных специальных средств, а также физической силы. Кроме того, в литературе указывается, что они должны по возможности стремиться к минимизации причинённого при необходимой обороне вреда.
Не может признаваться преступлением причинение вреда таким лицом, применившим оружие, специальные средства, боевую и специальную технику или физическую силу с нарушением установленного действующим законодательством порядка их применения, если исходя из конкретной обстановки промедление в применении указанных предметов создавало непосредственную опасность для жизни людей или могло повлечь за собой иные тяжкие последствия (экологическую катастрофу, совершение диверсии и т. п.).
Не может быть признано находившимся в состоянии необходимой обороны лицо, которое намеренно вызвало нападение, чтобы использовать его как повод для совершения противоправных действий (для причинения вреда здоровью, хулиганских действий, сокрытия другого преступления и т. п.). Содеянное в таких случаях должно квалифицироваться на общих основаниях.

## Пределы необходимой обороны

### При защите от посягательства, связанного с опасностью для жизни
В соответствии с ч. 1 ст. 37 УК РФ, оборона является правомерной в любом случае, если посягательство было сопряжено с насилием, опасным для жизни обороняющегося или другого лица, либо с непосредственной угрозой применения такого насилия.
О наличии такого посягательства могут свидетельствовать, в частности:
- причинение вреда здоровью, создающего реальную угрозу для жизни обороняющегося или другого лица (например, ранения жизненно важных органов);
- применение способа посягательства, создающего реальную угрозу для жизни обороняющегося или другого лица (применение оружия или предметов, используемых в качестве оружия, удушение, поджог и т. п.).

Непосредственная угроза применения насилия, опасного для жизни обороняющегося или другого лица, может выражаться, в частности, в высказываниях о намерении немедленно причинить обороняющемуся или другому лицу смерть или вред здоровью, опасный для жизни, демонстрации нападающим оружия или предметов, используемых в качестве оружия, взрывных устройств, если с учётом конкретной обстановки имелись основания опасаться осуществления этой угрозы.
По сравнению с предыдущими редакциями данной нормы, текущий подход более эффективно защищает интересы обороняющегося лица, позволяя с меньшим ущербом для него решить вопрос о правомерности необходимой обороны. В период действия предыдущей редакции, требующей устанавливать соответствие действий обороняющегося характеру и опасности посягательства во всех случаях, имелась тенденция к предвзятому отношению к обороняющемуся, фактически существенно ограничивающая пределы правомерности обороны. Так, по данным исследований действия обороняющихся следствием оценивались как преступные в 90 % случаев обороны.
Тем не менее, и текущая редакция закона не лишена недостатков. Так, не определено, какое насилие может быть признано опасным для жизни. Указывается, что если этот вопрос будет решаться на основе субъективного восприятия посягательства обороняющимся, не исключены злоупотребления, в том числе связанные с провокацией нападения.

### При защите от иного посягательства
Защита от посягательства, не сопряженного с насилием, опасным для жизни обороняющегося или другого лица, либо с непосредственной угрозой применения такого насилия, является правомерной, если при этом не было допущено превышения пределов необходимой обороны, то есть умышленных действий, явно не соответствующих характеру и опасности посягательства.
Под превышением пределов необходимой обороны признается явное, очевидное несоответствие защиты характеру и опасности посягательства, когда посягающему без необходимости умышленно причиняется смерть или тяжкий вред здоровью. При этом ответственность за превышение пределов необходимой обороны наступает только в случае, когда по делу будет установлено, что оборонявшийся осознавал, что причиняет вред, который не был необходим для предотвращения или пресечения конкретного общественно опасного посягательства.
В литературе указывается, что «каких-либо четких критериев явного, очевидного несоответствия защиты характеру и опасности посягательства ни закон, ни судебная практика не дают». Из этого разъяснения Пленума Верховного Суда следует, что не может быть признано уголовно наказуемым превышение пределов необходимой обороны с причинением вреда меньшей тяжести, однако в теории уголовного права такой вывод подвергается сомнению: указывается, что такой вред может быть квалифицирован по соответствующей статье УК РФ, но с признанием состояния необходимой обороны в качестве обстоятельства, смягчающего наказание.
Пределы необходимой обороны определяются с учётом:
- объекта посягательства (вида благ, которые защищает обороняющийся);
- избранного посягавшим лицом способа достижения результата, тяжести последствий, которые могли наступить в случае доведения посягательства до конца, наличия необходимости причинения смерти посягавшему лицу или тяжкого вреда его здоровью для предотвращения или пресечения посягательства;
- места и времени посягательства, предшествовавших посягательству событий, неожиданности посягательства, числа лиц, посягавших и оборонявшихся, наличия оружия или иных предметов, использованных в качестве оружия;
- возможности оборонявшегося лица отразить посягательство (его возраст и пол, физическое и психическое состояние и т. п.);
- иных обстоятельств, которые могли повлиять на реальное соотношение сил посягавшего и оборонявшегося лиц.

Необходима комплексная оценка данных признаков, несоответствие по какому-либо одному пункту ещё не означает признания наличия превышения пределов необходимой обороны. Суд должен обосновать в приговоре свой вывод со ссылкой на конкретные установленные по делу обстоятельства, свидетельствующие о явном несоответствии защиты характеру и опасности посягательства.
Не являются превышением пределов необходимой обороны действия обороняющегося лица, если это лицо вследствие неожиданности посягательства не могло объективно оценить степень и характер опасности нападения. При установлении данного обстоятельства суду следует принимать во внимание время, место, обстановку и способ посягательства, предшествовавшие посягательству события, а также эмоциональное состояние оборонявшегося лица (состояние страха, испуга, замешательства в момент нападения и т. п.). В зависимости от конкретных обстоятельств дела неожиданным может быть признано посягательство, совершенное, например, в ночное время с проникновением в жилище, когда оборонявшееся лицо в состоянии испуга не смогло объективно оценить степень и характер опасности такого посягательства.
Не могут рассматриваться как превышение пределов необходимой обороны также причинение смерти или тяжкого вреда здоровью по малозначительному поводу (например, для предотвращения кражи яблок из сада). В данном случае должны учитываться положения УК РФ о малозначительном деянии (ч. 2 ст. 14 УК РФ).
При необходимой обороне может быть правомерно причинён вред, который фактически является большим, чем посягающий реально причинил в ходе нападения.

## Мнимая оборона
Мнимая оборона имеет место, когда отсутствует реальное общественно опасное посягательство и лицо лишь ошибочно предполагает наличие такого посягательства. Квалификация в таких случаях осуществляется по правилам об ошибке в фактических обстоятельствах причинения вреда.
В тех случаях, когда обстановка происшествия давала основания полагать, что совершается реальное посягательство, и лицо, применившее средства защиты, не сознавало и не могло сознавать ошибочность своего предположения, его действия следует рассматривать как совершенные в состоянии необходимой обороны. В данном случае ответственность исключается, так как вред причинён невиновно.
Если при этом лицо превысило пределы защиты, допустимой в условиях соответствующего реального посягательства, оно подлежит ответственности как за превышение пределов необходимой обороны.
Если же лицо причиняет вред, не сознавая мнимости посягательства, но по обстоятельствам дела должно было и могло это обстоятельство осознавать, действия такого лица подлежат квалификации по статьям уголовного кодекса, предусматривающим ответственность за причинение вреда по неосторожности (в форме преступной небрежности).
Наконец, если лицо понимало, что нападение является мнимым, любой причинённый вред влечёт за собой ответственность по статьям уголовного кодекса, предусматривающим ответственность за умышленное причинение вреда.